# Ehepaare
Ehepaare (engl. Originaltitel: Couples)  ist ein 1968 erschienener Roman von John Updike. Die Romanerzählung zählt zu den zentralen Arbeiten im umfangreichen Werk Updikes und erregte bei ihrem Erscheinen so große Aufmerksamkeit, dass das Magazin Time Updikes Porträt mit der Schlagzeile „The Adulterous Society“ („Die Ehebruch-Gesellschaft“) auf der Titelseite brachte. Die Übersetzung ins Deutsche von Maria Carlsson erschien bereits 1969 im Rowohlt Verlag.

## Inhalt
Der weitestgehend handlungsarme Roman spielt in den 1960er Jahren in der fiktiven US-amerikanischen Kleinstadt  Tarbox und schildert das Zusammenleben verschiedener Ehepaare der gehobenen Mittelschicht, die sich regelmäßig mit anderen Ehepaaren zum Essen, zum Sport (Tennis, Segeln, Basketball) und zu Cocktailpartys verabreden. Ausführliche Landschafts- und Witterungsbeschreibungen bilden den atmosphärischen Hintergrund zum Leben in dieser Kleinstadt, umfangreiche Dialoge lassen den Leser in die Beziehungen der Ehepaare und zwischen den einzelnen Paaren innerhalb der Freundesgruppe Einblick nehmen.
Dieser lockere Freundeskreis steht im Zentrum des Romans und besteht aus den Ehepaaren Angela und Piet Hannema, Foxy und Ken Whitman, Bea und Roger Guerin, Janet und Frank Appleby, Marcia und Harold Smith (genannt Klein-Smith) und Georgene und Freddy Thorne. Die Männer sind Bauunternehmer, Akademiker, Ärzte und Privatiers, die Frauen sind Hausfrauen und teilweise gemeinnützig engagiert.
Auf den ersten Blick scheinen sowohl die einzelnen Ehen als auch die Freundschaften innerhalb dieses Kreises stabil und geregelt zu sein und nur nach und nach wird deutlich, dass Gleichgültigkeit, Verachtung, Missverständnisse und Entfremdung sich eingeschlichen haben. Der Versuch, aus der Gleichförmigkeit des Alltags und der Beziehungen zu entkommen führt dazu, dass ehebrecherische Verhältnisse entstehen. So unterhält zum Beispiel Piet Hannema ein Verhältnis mit Georgene Thorne und Harold Smith eines mit Janet Appleby. Zunächst scheint es so, dass alle Beteiligten, soweit sie Bescheid wissen oder etwas ahnen, gut mit diesen Umständen leben können. Nach und nach aber wird die Unhaltbarkeit der Zustände deutlich. Schließlich lässt sich Angela von Piet scheiden, der später Foxy heiraten wird, die sich ebenfalls von Ken scheiden ließ. Mit der Scheidung von Angela und Piet endet der Roman.

## Thematik
Der Roman liefert vor dem politischen Hintergrund der 1960er Jahre ein kritisches Bild des Lebens in der gehobenen Mittelschicht einer amerikanischen Kleinstadt. Die Ehen scheinen intakt zu sein, man hat Kinder, arbeitet, pflegt gesellschaftliche Kontakte und Freundschaften, treibt Sport und genießt seinen Wohlstand. Hinter dieser Fassade aber leiden alle Beteiligte an Selbstzweifeln, Fremdheit und Langeweile. Der Ehebruch erscheint zunächst als Ausweg aus der inneren Leere, bis auch er zu einer Art leidenschaftsloser Routine wird. Der Roman wirft so die Frage auf, welche Werte außer denen des Konsums in der amerikanischen Gesellschaft noch eine Rolle spielen, wo auch Freundschaften und Sexualität lediglich noch konsumiert werden.

## Erstausgabe
- Couples, Alfred A. Knopf, Inc., New York 1968
  - dt.: Ehepaare, aus dem Amerikanischen von Maria Carlsson, Rowohlt, Reinbek bei Hamburg 1969 (eine Woche lang vom 1. bis zum 7. Dezember 1969 auf dem Platz 1 der Spiegel-Bestsellerliste); 1972 als rororo-Taschenbuch ISBN 978-3-499-11488-5